# Playa de Cassino
La playa de Cassino (en portugués: Praia do Cassino) se encuentra en la ciudad de Río Grande en el estado de Río Grande del Sur, Brasil. Con más de cien años, es considerado el más antiguo balneario de Brasil (1890).
La Playa del Casino es la playa más larga del mundo y se encuentra en el extremo sur de la costa brasileña, en el océano Atlántico Sur. Se dice que es la playa de arena ininterrumpida más larga del mundo, con diversas fuentes que la miden desde los 212 kilómetros hasta los 254 kilómetros, extendiéndose desde los Molhes (rompeolas) a la entrada del puerto marítimo de Rio Grande, al norte, hasta la desembocadura del Arroyo Chuy, en la frontera con Uruguay, al sur.

## Historia
Diseñado para ser un centro de turismo para el tranvía de la empresa Suburban Mangueira, una filial de la Compañía Carris Urbanos, aprovechando la línea ferroviaria entre Bage y Río Grande, que fue posteriormente ampliada a la Costa da Mangueira.
El director de la compañía, Antonio Candido Sequeira y los inversores con el apoyo del Gobierno del Estado para expropiar las tierras del lugar, aunaron esfuerzos para crear un complejo en el sentido de que existía en Europa y en Uruguay. Cuando abrió sus puertas en 26 de enero de 1890, abarcó tres kilómetros a lo largo de la costa de dos millas de ancho, cortado por la mitad por una línea ferroviaria que conduce a Río Grande. Más tarde fue nombrado Villa Sequeira, en honor de su creador.
La localidad se ha convertido en el centro de entretenimiento de las grandes empresas, a menudo descendientes de alemanes, portugueses, ingleses o italianos que vinieron para disfrutar de hoteles de lujo del Atlántico. Por lo tanto, el origen del nombre de Cassino fue precisamente a causa de los juegos que se celebraron en el hotel. La persecución de los italianos y los alemanes durante la Segunda Guerra Mundial y la prohibición del juego de ruleta en 1946, causó daños a la economía local. En los últimos años, el complejo fue capaz de revertir esta situación con una serie de atractivos y lugares de interés. El 12 de noviembre de 1966, fue el escenario de lanzamientos de cohetes de la NASA, durante un eclipse total de sol, que reúne a científicos y populares.
El Libro Guinness de los récords la calificó como la longitud de la playa más larga del mundo, con más de 240 km de largo, que se extiende desde la ciudad de Río Grande a la Chuy. Pero este no es su tamaño, ya que su extensión se limita a la frontera de los municipios de Río Grande y de Santa Vitória do Palmar, que es la reserva ecológica del Taim.

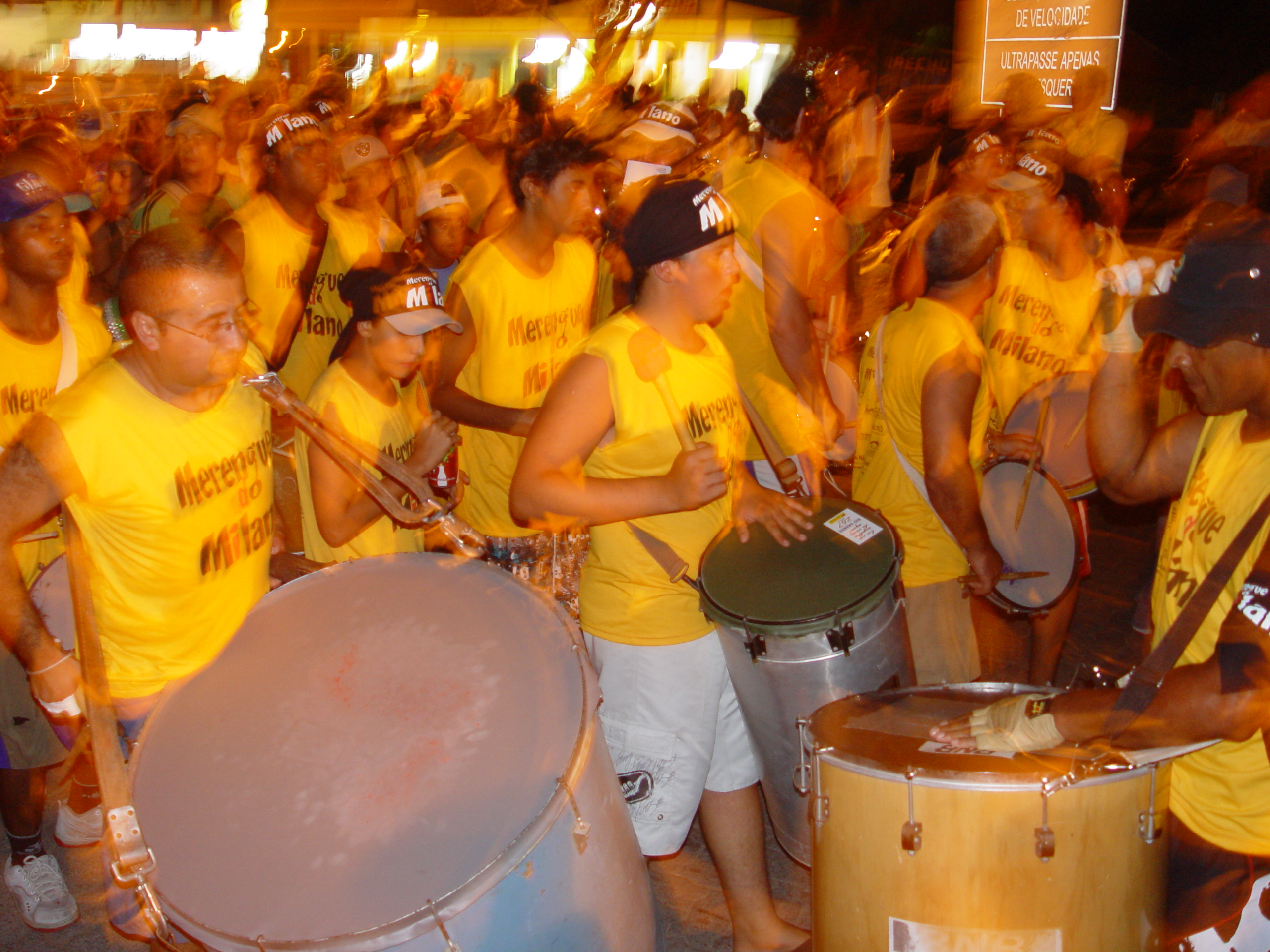
Carnaval en la calle en Cassino

En esta playa se realiza la mayor carrera de ultramaratón de playas del mundo la Cassino Ultra Race, una carrera de larga distancia que consiste en recorrer una distancia por la arena de 230 km, aunque también puede ser corrida en la modalidad 73K y 135K. La misma comienza en la Playa Barra del Chuí termina en la Playa Cassino.

## Curiosidades
Muchas personas hacen referencia al Cassino de forma equivocada como se fuera sólo un balneario pero el Cassino también es un barrio del municipio de Río Grande, no posando, por tanto, de un ayuntamiento, pero de una autarquía, que fue extinta y reestructurada en 25 de noviembre de 2003, recibiendo el nombre de SEC (Secretaria Especial do Cassino), que es una extensión del ayuntamiento del municipio de Río Grande. Por ser dependiente financieramente del centro de Río Grande y por no posar de un ayuntamiento propio, la nomenclatura correcta a ser utilizada es barrio balneario y no solo balneario. 
Las ruinas localizadas entre los molhes da barra y la entrada del barrio balneario, conocidas como Terminal Turístico, formaban parte de un antiguo terminal de autobús de turismo, con estructura para bestiarios y restaurantes. 

## Locales turísticos

### Molhe Oeste
En el punto extremo de la playa, fue construido con toneladas de piedras que invaden el mar abierto. Su formación, junto con el Molhe Oeste, al otro lado del canal de navegación, protege la entrada y la salida de navíos para el Río Grande. En el Molhe Oeste es posible coger una “vagoneta”, movida a vela, que te lleva hasta la torre del farol. El viaje lleva 20 minutos y per corre una extensión de 4 kilómetros.

### Navío Encallado
Dieciséis kilómetros del centro del Cassino en dirección al Chuy, se encuentra el Navío Altair encallado en la arena de la playa desde junio de 1976, después de enfrentar una fuerte tempestad.  